# David M. Pierce
Pour les articles homonymes, voir Pierce.
David M. Pierce, né en 1932 à Montréal, au Canada, est un écrivain canadien, auteur de roman policier.

## Biographie
Après avoir effectué de nombreux métiers dans plusieurs pays, il écrit, alors qu'il séjourne à Londres, une comédie musicale qui parodie Flash Gordon, Captain Crash and the Zorg Women parts 5 & 6, dont la musique est composée par Jeremy Clyde, qui est montée avec succès à Los Angeles en 1982. Il est également parolier pour des groupes de musique pop, dont Alice Cooper, Chad and Jeremy et John Entwistle.
Il mène aussi une carrière d'acteur, notamment dans une compagnie de théâtre shakespearien, pour laquelle il incarne successivement tous les personnages comiques des pièces du grand dramaturge, avant de jouer avec Jeremy Clyde dans Captain Crash and the Zorg Women parts 5 & 6, leur comédie musicale qui tient l'affiche pendant plusieurs années à Los Angeles. À la fin des représentations, il quitte les États-Unis et s'installe à Paris.
En 1989, avec La neige étend son manteau blanc (Down in the Valley), il amorce une série de plusieurs romans policiers humoristiques consacrés aux enquêtes du détective privé Vic Daniel de San Fernando Valley, un quartier pauvre et pittoresque de Los Angeles. Pour Claude Mesplède, « Pierce a voulu rendre un hommage parodique au roman noir des années 1950 : ses romans sont drôles et truffés de jeux de mots (plus ou moins réussi), ses personnages ont le charme du pittoresque. [...] La multiplication des intrigues rend parfois l'ensemble brouillon mais toujours divertissants ».

## Œuvre

### Romans

#### SérieVic Daniel
- Down in the Valley (1989) Publié en français sous le titre La neige étend son manteau blanc, Paris, Pocket, coll. « Presses-Pocket » no 3726 (1991)  (ISBN 2-266-04301-3)
- Hear the Wind Blow, Dear (1990) Publié en français sous le titre Rentre tes blancs moutons, Pocket, coll. « Presses-Pocket » no 3725 (1991)  (ISBN 2-266-04300-5)
- Roses Love Sunshine (1990) Publié en français sous le titre Le petit oiseau va sortir, Pocket, coll. « Presses-Pocket » no 3724 (1992)  (ISBN 2-266-04299-8)
- Angels In Heaven (1991) Publié en français sous le titre Sous le soleil de Mexico, Pocket, coll. « Presses-Pocket » no 4146 (1992)  (ISBN 2-266-05225-X)
- Write Me a Letter (1993)
- As She Rides By (1996)

#### Autres romans
- Forever Yours (1994)
- Elf Child (2003)

### Nouvelles

#### SérieVic Daniel
- Olane Common Sense (1993)
- P.I. to the Stars (1996)

#### Autres nouvelles
- The Median Life (1988) Publié en français sous le titre L'Empire du Milieu, dans l'anthologie Histoires à risques et périls, LGF, coll. « Le Livre de poche » no 6926 (1991)  (ISBN 2-253-05574-3)
- Handles With Care, a Painless Diversion in Deduction (1995)

### Comédie musicale
- Captain Crash and the Zog Women

## Sources
: document utilisé comme source pour la rédaction de cet article.
- Claude Mesplède (dir.), Dictionnaire des littératures policières, vol. 2 : J - Z, Nantes, Joseph K, coll. « Temps noir », 2007, 1086 p. (ISBN 978-2-910-68645-1, OCLC 315873361), p. 537-538.